# ياروسلاف غورتلر
ياروسلاف غورتلر (Jaroslav Gürtler)، مدرب كرة قدم تشيكي درب نادي النصر الكويتي موسم 1998/1999.